# Барабанов Олег Миколайович
Олег Миколайович Барабанов (нар. 18 березня 1971, Бійськ, Алтайський край) — російський історик і політолог.

## Життєпис
Проходив навчання у Міжнародному центрі італійських досліджень при Університеті Генуї (1992, почесний диплом), на курсах підвищення кваліфікації вузівських викладачів в Центрально-Європейському університеті (Будапешт, 1995), брав участь в навчальній програмі Міжнародного республіканського інституту (США, 1996) і в курсі старших експертів з підтримання миру і міжнародного права в Національній оборонної академії Швеції (2000). Проходив науково-практичні стажування в департаменті зовнішньополітичного планування Міністерства закордонних справ (МЗС) Російської Федерації і в Національному фонді підтримки кадрів при Міністерстві освіти РФ.

## Наукова та педагогічна діяльність
- У 1994 — 1996 — викладач історичного факультету МДУ імені Ломоносова;
- У 1997 — молодший науковий співробітник Російського інституту стратегічних досліджень (РІСД);
- В 1997—2000 — науковий співробітник РІСІ;
- У 2000—2004 — старший науковий співробітник РІСІ;
- У 2000 — 2005 — доцент кафедри світових політичних процесів МГІМО (У);
- З лютого 2005 — співкерівник магістратури МДІМВ (У) по світовій політиці (російське, російсько-французьке і російсько-німецьке відділення);
- З квітня 2005 — начальник Управління науковою політики МДІМВ (У);
- З травня 2005 — професор кафедри світових політичних процесів факультету політології МДІМВ.

Професор кафедри світової політики факультету світової економіки та світової політики (Вища школа економіки). Професор РАН.

## Громадська діяльність
- У 1993 — 1998 — відповідальний секретар Асоціації випускників історичного факультету МДУ ім. Ломоносова;
- У 1994 — 1996 — член ради Ліберального молодіжного союзу Росії;
- У 1996 — член Центральної ревізійної комісії молодіжного руху «Наш дім — Росія»;
- У 2002—2003 — член експертної ради програми «Гарячі точки» Інституту «Відкрите суспільство» (Фонд Сороса);
- З березня 2002 — член наукової ради Інституту права і публічної політики (р. Москва);
- З березня 2002 — член ради піклувальників британської громадської організації «Міжнародний миротворчий проект».
- З травня 2002 — член експертної ради при комітеті з міжнародних справ Ради Федерації Федеральних зборів РФ;
- З лютого 2004 — член Міжнародної асоціації «Вилтон Парк», що базується в Центрі конференцій «Вилтон Парк» міністерства закордонних справ та у справах Співдружності великої Британії;

Неодноразово готував експертні матеріали на замовлення Адміністрації Президента РФ, Ради Безпеки РФ, інших органів влади, які займаються міжнародними питаннями. Нагороджений відомчими нагородами. В якості експерта взаємодіє з органами державної влади Красноярського і Алтайського країв.

## Взаємодія зі ЗМІ
Неодноразово давав коментарі й експертні інтерв'ю з внутрішньої та зовнішньої політики для засобів масової інформації, у тому числі для телевізійних програм Аркадія Мамонтова на РТР, для політичних програм радіостанції «Ехо Москви». Входить в число постійних коментаторів газети «Ведомости», інформаційного агентства «Франс прес» та інтернет-видання «Газета. Ру». Публікував власні статті в «Независимой газете», «Відомостях», «Консерватора», а також «глянцевих» журналах («Оптимум», «men's Fitness»).

## Вибрані праці
- Барабанов О. Н. {{{Заголовок}}}. — 1000 прим. — ISBN 5-89329-483-1.
- Барабанов О. Н. {{{Заголовок}}}. — 1000 прим. — ISBN 5-9228-0271-2.
- Барабанов О. Н. {{{Заголовок}}}. — 1500 прим. — ISBN 5-8243-0326-6.
- Барабанов О. Н., Голицын В. А., Терещенко В. В. {{{Заголовок}}}. — 1000 прим. — ISBN 5-9228-0247-X.
- Барабанов О. Н., Зонова Т. В., Князева С. Е. и др. {{{Заголовок}}}. — ISBN 978-5-7777-0519-8.
- Барабанов О. Н., Зуев В. Н., Картамышев В. А. и др. {{{Заголовок}}}. — 1000 прим. — ISBN 978-5-7598-0726-1.
- Барабанов О. Н. и др. {{{Заголовок}}}. — 1500 прим. — ISBN 978-5-7567-0539-3.